# Polypedates cruciger
Polypedates cruciger és una espècie d'amfibi que viu a Sri Lanka.